# Bataille de Suixian-Zaoyang
 (signalé en mai 2025).
Si vous disposez d'ouvrages ou d'articles de référence ou si vous connaissez des sites web de qualité traitant du thème abordé ici, merci de compléter l'article en donnant les références utiles à sa vérifiabilité et en les liant à la section « Notes et références ».
- Archive Wikiwix
- Bing
- Cairn
- DuckDuckGo
- E. Universalis
- Gallica
- Google
- G. Books
- G. News
- G. Scholar
- Persée
- Qwant
- (zh) Baidu
- (ru) Yandex
- (wd) trouver des œuvres sur Wikidata

Guerre sino-japonaise (1937-1945)
Batailles
Seconde Guerre mondiale : batailles de la Guerre sino-japonaise
- Incident du pont Marco-Polo
- Shanghai
- Taiyuan
- Xinkou
- Pingxingguan
- Taierzhuang
- Xuzhou
- Nankin
  - bataille
  - massacre
- lac Khassan
- Wuhan
- Nanchang
- Khalkhin Gol
- Suixian-Zaoyang
- Changsha (1re)
- Guangxi
- Henan
- Zaoyang-Yichang
- Cent Régiments
- Shanggao
- Sud-Shanxi
- Changsha (2e)
- Pacification du Mandchoukouo
- Changsha (3e)
- Hubei
- Changde
- Ichi-Go
- Changsha (4e)
- Guilin-Liuzhou
- Reconquête chinoise

Guerre du Pacifique
Front d'Europe de l'ouest
Front d'Europe de l'est
Campagnes d'Afrique, du Moyen-Orient et de Méditerranée
Bataille de l'Atlantique
Théâtre américain
La bataille de Suixian-Zaoyang (隨棗會戰 en chinois traditionnel, 随枣会战 en chinois simplifié, Suízǎo Huìzhàn en pinyin), aussi connue sous le nom de bataille de Suizao fut l'un des 22 affrontements majeurs qui opposèrent l'Armée nationale révolutionnaire de la République de Chine à l'Armée impériale japonaise, durant la Seconde Guerre sino-japonaise.
Vers la fin d'avril 1939, afin de conforter leur victoire lors de la bataille de Wuhan, quatre divisions de l'Armée impériale japonaise lancèrent deux attaques simultanées sur les villes de Suizhou et de Zaoyang, respectivement le long de la route Xiangyang-Huayuan et de la route Jingshan-Zhongxiang. Début mai, les deux armées commencèrent à s'affronter, mais l'armée chinoise fut forcée de se replier le 7 mai 1939. Suizhou et Zaoyang tombèrent le même jour. Le 8 mai, les forces japonaises avancèrent plus au sud et le commandant en chef de l'armée chinoise, Li Zongren, déploya deux divisions (la 31e et la 2e) pour attaquer l'armée impériale par l'arrière. Un assaut de grande ampleur fut déclenché le 15 mai et, après trois jours de combats intenses, l'Armée impériale fut forcée de se replier. Le 19 mai, Zaoyang fut reprise, et Suizhou le 23. L'armée impériale du Japon avait échoué à atteindre ses objectifs et la bataille se termina par une victoire chinoise.

## Source de la traduction
- (en) Cet article est partiellement ou en totalité issu de l’article de Wikipédia en anglais intitulé « Battle of Suixian-Zaoyang » (voir la liste des auteurs).